# Mała Płotnica
Mała Płotnica (biał. Малая Плотніца; ros. Малая Плотница) – wieś na Białorusi, w obwodzie brzeskim, w rejonie pińskim, w sielsowiecie Bobryk.

## Historia
Dawniej wieś i majątek ziemski należący do Zawadzkich. Ostatnim właścicielem majątku był Wacław Otton Zawadzki, który posiadał 7221 ha ziemi, w większości lasów (4191 ha) oraz nieużytków, głównie bagien (1595 ha). Łąki i pastwiska zajmowały 1204 ha, a ziemi uprawnej było 231 ha. Centrum majątku stanowił drewniany dwór, niezachowany do współczesnych czasów.
Słownik geograficzny Królestwa Polskiego z II poł. XIX w. opisuje miejscowość jako odosobnioną. Słownik podaje również, że mieściła się tu wówczas huta szkła.
W dwudziestoleciu międzywojennym leżała w Polsce, w województwie poleskim, w powiecie pińskim, w gminie Dobrosławka. Po II wojnie światowej w granicach Związku Sowieckiego. Od 1991 w niepodległej Białorusi.